# Simon Nagy (Radsportler)
Simon Nagy (* 26. Juli 2001 in Trenčín) ist ein slowakischer Radrennfahrer.

## Karriere
Nachdem er bereits bei mehreren Nachwuchsrennen, wie Saarland Trofeo und Trophée Centre Morbihan, teilnahm, wurde er im August 2020 vom slowakischen Team Dukla Banska Bystrica, welches als UCI Continental Team registriert war verpflichtet. Nachdem er in der Saison 2021 bei der Cycling Academy Trenčín und in der Saison 2022 bei der Israel Cycling Academy unter Vertrag stand, kehrte er zur Saison 2023 zu Dukla Banska Bystrica zurück und konnte in der Saison im U23-Bereich die slowakische Meisterschaft im Straßenrennen gewinnen. Zudem konnte er in der Saison auch erstmals UCI-Punkte außerhalb von nationalen Meisterschaften einfahren durch den zweiten Platz bei der vierten Etappe der Bulgarien-Rundfahrt.

## Erfolge
2023
- Slowakischer Meister – Straßenrennen (U23)

## Familiäres
Er ist der Sohn des ehemaligen slowakischen Radrennfahrers Róbert Nagy. Auch sein jüngerer Bruder Róbert Nagy Jr. war Radrennfahrer und verstarb im Alter von nur 18 Jahren am 19. August 2021 bei einem Trainingsunfall.